# وفيات عائلة جاميسون
اختفت عائلة جاميسون من يوفاولا، أوكلاهوما، الولايات المتحدة، التي تتكون من بوبي وزوجته شيريلين وابنته ماديسون، بشكل غامض في 8 أكتوبر 2009. وبحسب ما ورد كانت العائلة تفكر في شراء قطعة أرض مساحتها أربعين فدانا بالقرب من ريد أوك، على بعد حوالي ثلاثين ميلاً من يوفاولا، في وقت اختفائها. تم العثور على بقاياهم المشتبه بها في نوفمبر 2013 وتم تحديدها بشكل إيجابي من قبل الفاحص الطبي في أوكلاهوما في 3 يوليو 2014. ولم يتحدد سبب الوفاة، ولا تزال الظروف المحيطة باختفائهم غير معروفة.

## الاختفاء
أشار التحقيق الأولي في اختفاء عائلة جاميسون إلى أنهم ربما لم يختفوا من تلقاء أنفسهم. تم اكتشاف شاحنة بيك آب عائلة جاميسون في غضون أيام قليلة مهجورة في مقاطعة لاتيمر، أوكلاهوما على مسافة قصيرة جنوب بلدة كينتا.
ولم يتم العثور على جثث آل جاميسون، ولكن كلبهم الذي يعاني من سوء التغذية كان لا يزال في الشاحنة. كما تم اكتشاف هويات جاميسون، والمحافظ، والهواتف المحمولة، ونظام تحديد المواقع العالمي، وحوالي 23,000 دولار نقدا. وكان من المعروف عن جاميسون أنهم يحملون معهم مبالغ كبيرة من المال.
ظهرت العديد من النظريات حول اختفاء الأسرة، مثل أنهم زوروا موتهم أو كانوا في حماية الشهود أو قتلوا أو إرتكبوا انتحارا جماعيا. قبل وقت قصير من الاختفاء، شارك بوبي جاميسون في دعوى قضائية مريرة مع والده بوب دين جاميسون، مدعيا أن بوب دين قد هدد العائلة. وذكر بوبي أن والده ضربه بسيارته في 1 نوفمبر 2008 وتورط في العصابات والميثامفيتامين. لا تعتقد الشرطة أن والد بوبي كان متورطا في اختفاء العائلة.
وكانت نظرية شعبية أخرى أن جاميسون كانوا متورطين في تجارة المخدرات. واستشهد المحققون بالكمية الكبيرة من النقود التي عثر عليها في شاحنة جاميسون، وبالسلوك الغريب الواضح الذي أبداه بوبي وشيرلين قبل وقت قصير من اختفائهما. وذكرت التقارير أن جاميسون قد أبلغوا قسيسهم في مناسبات منفصلة أنهم قد شاهدوا الأرواح داخل منزلهم.

## الاكتشاف
تم اكتشاف بقايا هياكل عظمية لشخصين بالغين وطفل واحد من قبل صيادين في بقعة نائية في 15–16 نوفمبر 2013، بعد أكثر من أربع سنوات من فقدان العائلة، وعلى بعد أقل من ثلاثة أميال من المكان الذي تم التخلي فيه عن شاحنة بيك آب التابعة للعائلة.
كان من المفترض على نطاق واسع أن تكون البقايا من العائلة المفقودة، على الرغم من أن مكتب الفاحص الطبي في أوكلاهوما اضطر إلى استخدام الاختبارات المرضية الأنثروبولوجية والطب الشرعي لتحديدها. أكد المسؤولون في 3 يوليو 2014 أن الرفات تنتمي إلى جاميسون. لم يتم تحديد سبب الوفاة بسبب حالة الجثث المتحللة بشدة.

## في الإعلام
تم عرض اختفاء جاميسون على سلسلة اكتشاف التحقيق اختفى في أواخر عام 2010، في حلقة بعنوان «الفردوس المفقود».
في مارس 2018، تمت مناقشة عائلة جاميسون في حلقة من بازفيد دون حل، بعنوان «اللغز المزعج لعائلة جاميسون».